# Regionalbahn

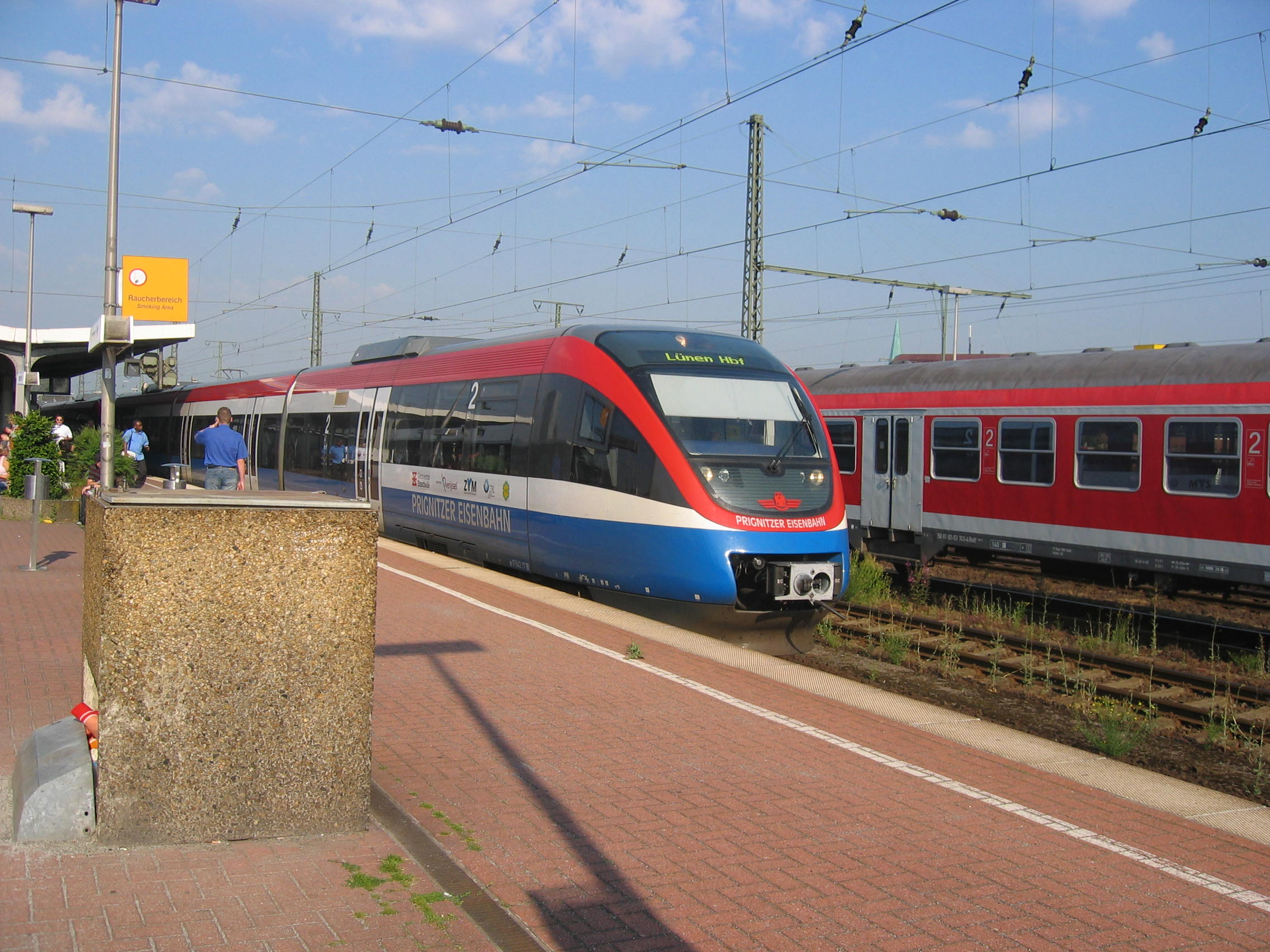
RB 51 na Dworcu Głównym w Dortmundzie

Regionalbahn, także RegionalBahn, RB (z niem. kolej regionalna) – kategoria pociągów Deutsche Bahn, które w Niemczech zastąpiły klasyczne pociągi osobowe (Personenzug, P), a także późniejsze bliskobieżne (Nahverkehrszug, N). Regionalbahn obsługuje z reguły wszystkie stacje i przystanki kolejowe na trasie, na której kursuje.
RB kursują z reguły wedle sztywnego rozkładu, co godzinę lub dwie. Używany jest tabor różnego typu, niekiedy stare Silberlingi, ponadto wagony piętrowe oraz elektryczne lub dieslowskie składy samobieżne różnego typu. Na wielu trasach RB jeżdżą bez konduktora.